# Nicolas Guillain
Nicolas Guillain, noto anche come Nicolas de Cambrai (Cambrai, 1550 – Parigi, 1639), è stato uno scultore francese.
Fu autore di vari sepolcri nelle chiese di Gizeux e Autun e nella cattedrale di Soissons.